# Piper PA-31 Navajo
Piper PA-31 Navajo – seria dwusilnikowych lekkich samolotów pasażerskich i transportowych produkowany przez amerykańskie przedsiębiorstwo Piper Aircraft.

## Historia
samolot początkowo był opracowywany jako Piper PA-31 Inca. Po dostawie pierwszej maszyny seryjnej, która miała miejsce 17 1967 r., nazwa została zmieniona na Piper PA-31 Navajo. Produkcję wersji podstawowej zakończono w 1972 r., jego następcą został PA-31T, w którym wydłużono kadłub oraz zastosowano silniki ze śmigłami przeciwbieżnymi. Kolejną wersją produkcyjną był, wprowadzony w 1972 r., Navajo Chieftain. W czerwcu 1980 r. wprowadzono na rynek Piper PA-42 Cheyenne, który zastąpił PA-31. 

## Konstrukcja
Dwusilnikowy samolot pasażerski w układzie dolnopłatu o konstrukcji metalowej. Kadłub o przekroju prostokątnym i konstrukcji półskorupowej. Wejście przez drzwi umieszczone po lewej stronie kadłuba. Usterzenie krzyżowe z przestawialnym statecznikiem poziomym. Skrzydło dwudzielne, trójdźwigarowe o obrysie trapezowym. Profil płata NACA-632413 przechodzący w NACA-631212. Wyposażone w lotki i klapy sterowane elektrycznie. W skrzydle umieszczone zbiorniki paliwa o pojemności 720 litrów. Podwozie trójpunktowe z kółkiem przednim, chowane hydraulicznie w locie. Napęd stanowią dwa silniki tłokowe w układzie boksera Lycoming, napędzające przestawne śmigła Hartzell.